# 北徐州 (西魏)
北徐州，中国西魏時設置的州，在今山西省平陸縣一帶。

## 沿革
西魏時，分虞州置北徐州（治今山西省平陆县東南）。不久即廢。

## 刺史
- 段永
- 鄭偉
- 司馬裔（540年－542年）[2]